# Catoxyethira leynarti
Catoxyethira leynarti är en nattsländeart som beskrevs av Francois-Marie Gibon 1987. Catoxyethira leynarti ingår i släktet Catoxyethira och familjen smånattsländor. Inga underarter finns listade i Catalogue of Life.